# Philipp Heineken (Sportfunktionär)
Philipp Heineken (* 25. Juli 1873 in Morrisania bei New York; † 8. Februar 1959 in Zuffenhausen) war ein deutscher Sportpionier und selbst als Fußball- und Rugbyspieler beim Cannstatter Fußball-Club und dem FV Stuttgart 1893, einem Vorgängerverein des VfB Stuttgart, aktiv. Neben Rugby und Fußball gehörten auch weitere Rasensportarten wie Golf zu den Disziplinen, an deren Etablierung in Deutschland Philipp Heineken beteiligt war.

## Leben
Heineken war der älteste Sohn einer Auswandererfamilie. Als der Vater 1878 starb, zog die Mutter mit ihren zwei Söhnen zurück nach Bad Cannstatt. In seinem 1893 veröffentlichten Werk Die beliebtesten Rasenspiele beschrieb Heineken die Regeln und die Spielart zahlreicher Rasenspiele. Im selben Jahr schrieb er sich als Student für Maschinenbau und Elektrotechnik ein. Er verfasste das erste Deutsche Fußball-Jahrbuch und saß zweimal im Komitee für die Beteiligung Deutschlands an den Olympischen Spielen, 1900 und 1904.
1890 gehörte er zu den Gründern des Cannstatter Fußball-Clubs. Heineken war zudem am 9. September 1893 an der Gründung des FV Stuttgart 1893 beteiligt, der 1912 zum VfB Stuttgart fusionierte. Kurz darauf trat er nach einem Streit wegen eines von ihm veröffentlichten Berichts aus dem Cannstatter Fußball-Club aus und dem FV Stuttgart 1893 als aktives Mitglied bei. Heineken bezeichnete den Cannstatter Wasen später als Geburtsstätte des deutschen Rugbysports.
Er war Redakteur bei der seit dem 16. Januar 1894, insgesamt drei Jahrgänge herausgegebenen Zeitschrift Der Fußball. Zeitung zur Förderung aller Athletischen Sports. Bei der Gründung des Deutschen Fußball-Bunds 1900 wurde Heineken der erste Vizepräsident des Verbandes.
1910 ging er für General Electric nach Pittsburgh. Zu diesem Zeitpunkt ist er verheiratet und hat eine Tochter. 1930 kam noch ein Buch von ihm heraus: „Erinnerungen an den Cannstatter Fußball-Club“. 1935 erschien ein Aufsatz von ihm im Rugby-Jahrbuch über „das Amerikanische Universitäts-Fußballspiel“. Als seinen Wohnort gibt er dort New York an. Nach dem Krieg kehrt er nach Deutschland zurück. Sein Grab ist auf dem Steigfriedhof in Stuttgart-Bad Cannstatt erhalten.

## Schriften
- Erinnerungen an den Cannstatter Fussball-Club. Hermann Meister, Heidelberg 1930.
- Die beliebtesten Rasenspiele: Eine Zusammenstellung der hauptsächlichsten englischen Out Door Games zum Zwecke ihrer Einführung in Deutschland. Gustav Weise Verlag, Stuttgart 1893.
- Lawn-Tennis: seine Geschichte und Taktik. Gustav Weise Verlag, Stuttgart 1900.
- Das Golfspiel. Weise, Stuttgart 1898. Reprint: Schäfer, Hannover 1992, ISBN 3-88746-290-4.
- Das Fußballspiel. Association und Rugby. Weise, Stuttgart 1898. Reprint: Schäfer, Hannover 1993, ISBN 3-88746-306-4.